# Giovan Battista Benvenuto
Giovan Battista Benvenuto, meglio conosciuto con il nome Mauro (Genova, 20 luglio 1942 – Grosseto, 26 ottobre 2021), è stato un calciatore e allenatore di calcio italiano, di ruolo attaccante.
Nella sua carriera agonistica ha disputato 125 presenze in Serie B e 88 in Serie C. È morto il 26 ottobre 2021 a Grosseto, nel locale ospedale in cui era ricoverato da alcuni mesi.

## Caratteristiche tecniche
Di ruolo attaccante dal fisico robusto, era dotato di un buon fiuto per il gol e abile nel gioco a terra, oltre che essere un ottimo colpitore di testa.

## Carriera
Cresciuto nella Fiorentina passa nel 1962 al Treviso con cui gioca nella Serie C 1962-1963, ottenendo il decimo posto del Girone A.
Nel 1963 passa al Frosinone, club con cui vince il girone D della Serie D 1965-1966 ed ottiene la promozione in Serie C.
Nel 1966 si trasferisce all'Arezzo, in Serie B. Con il club aretino retrocede in terza serie alla fine della stagione 1966-1967. La stagione in Serie C termina con la conquista del quarto posto del Girone B. 
Torna a giocare in cadetteria con il Catanzaro, con cui si piazza al quattordicesimo posto della Serie B 1968-1969.
La stagione seguente, sempre tra i cadetti, la disputa al Genoa, club con cui esordisce il 21 settembre 1969 nella vittoria casalinga per 1-0 contro il Varese. Con il club rossoblu retrocede in terza serie a causa dell'ultimo posto nella stagione cadetta 1969-1970.
Nel 1970 torna a giocare con l'Arezzo, sempre in cadetteria. Gioca con i toscani due stagioni, ottenendo la vittoria come capocannoniere e come miglior risultato il settimo posto nella stagione 1970-1971. Ad Arezzo verrà ricordato per una sua rete in semi-rovesciata al volo contro la Ternana, segnata il 14 aprile 1971.
Nel 1972 passa al Clodia Sottomarina, club con cui vince il girone C della Serie D 1972-1973. La stagione seguente in Serie C, Benvenuto con il suo club ottiene la permanenza di categoria in virtù del diciassettesimo posto ottenuto nel Girone A.

## Palmarès

### Giocatore

#### Competizioni nazionali
- Serie D: 3

Frosinone: 1965-1966

Clodiasottomarina: 1972-1973